# Andrés Giménez Soler
Andrés Giménez Soler (Saragossa, 1869 - Saragossa, 1938) fou un historiador i arabista aragonès, arxiver de l'Arxiu de la Corona d'Aragó i membre de la Reial Acadèmia de la Història.

## Biografia
Era membre d'una humil família d'artesans i va haver de fer un gran esforç per estudiar una carrera universitària. Es va llicenciar en Història a la Universitat de Saragossa i més tard es va doctorar en la de Madrid. En 1893 va obtenir la plaça a l'Arxiu de la Corona d'Aragó (Barcelona), on va iniciar les seves investigacions, i en 1899 va aconseguir la càtedra d'Història d'Espanya Antiga i Mitjana de la Universitat de Sevilla, però gairebé immediatament, el 1900, es va traslladar a la Universitat de Saragossa, d'on ja no es va moure fins a la seva mort i de la qual va arribar a ser rector entre 1911 i 1913. Allà va crear, juntament amb Manuel Maynar Barnolas, una càtedra de la llengua auxiliar internacional esperanto.
Durant un temps va ser governador civil de Girona. El 1937, poc abans de la seva mort, va reordenar l'Arxiu Municipal de Saragossa.
En la seva activitat com a historiador, es va dedicar fonamentalment a l'estudi dels regnats de Ferran el Catòlic, Jaume II i Alfons V d'Aragó, del Justícia d'Aragó, o la delimitació de la frontera entre Catalunya i Aragó. També es va ocupar en l'estudi de l'economia i la societat aragoneses, mostrant especial interès per la pagesia i els moriscs i jueus, o temes relatius a l'administració local. A més va escriure unes documentades biografies de Joan Manuel de Castella i de Ferran el Catòlic. Va ser acadèmic corresponent de la Reial de la Història i acadèmic de nombre de la Reial de Ciències de Saragossa i de la de Belles Arts de Sant Lluís.
Té prop de cent títols publicats, preferentment sobre història i arabisme, entre els quals destaca la gran difusió que va aconseguir la seva monografia La Edad Media en la Corona de Aragón, de la qual va elaborar dues edicions. Va deixar nombrosos deixebles, molts dels quals es van beneficiar de la seva proverbial generositat.

## Obres
- Don Juan Manuel, biografía y estudio crítico. Obra premiada en público certamen por la Academia Española en el concurso de 1906 a 1908 e impresa a sus expensas, Zaragoza, Tip. La Académica, de F. Martínez, 1932.
- Las zonas francas, Zaragoza: Tip. Blasco, 1915.
- El pensamiento económico aragonés Zaragoza: Tip. Ediciones Aragonesas, 1915.
- La población Aragonesa, Zaragoza, F. Martínez, 1934.
- El carácter de Don Pedro de Luna: a propósito de la novela de D. Vicente Blasco Ibáñez, "El Papa del Mar", Zaragoza: [Universidad de Zaragoza], 1926.
- Fernando el Católico, Barcelona [etc.], Editorial Labor, s.a., 1941.
- La España primitiva según la filología, Zaragoza: Tip. G. Casañal, 1913.
- La corona de Aragón y Granada: historia de las relaciones entre ambos reinos, Barcelona: Imprenta de la Casa Provincial de Caridad, 1908.
- El justicia de Aragón : es de origen musulmán?, Madrid: Tip. de la Viuda é Hijos de M. Tello, 1901.
- Itinerario del rey don Alfonso de Aragón y de Nápoles, Zaragoza: Mariano Escar, 1909.
- El problema de la variación del clima en el cuenca del Ebro, Zaragoza 1922
- El Poder judicial en la corona de Aragón, memoria leída en la real Academia de buenas letras de Barcelona..., Barcelona: tip. de la Casa provincial de caridad, 1901.
- La expedición a Granada de los Infantes D. Juan y D. Pedro en 1319, Madrid : Tip. de la Revista de Archivos, Bibliotecas y Museos, 1905.
- La antigua península ibérica, Barcelona: Montaner y Simón, [19--]
- De Geografía social española: (Comentarios a los Decretos del Ministerio de Fomento que crearon las Confederaciones hidronómicas), Zaragoza [s.n.] 1926
- El sitio de Almería en 1309, Barcelona: Tipografía de la Casa Provincial de Caridad, 1904
- Caballeros españoles en África y africanos en España, New York - Paris, [s. n. ¿1907?]
- La Edad Media en la corona de Aragón, Barcelona: Editorial Labor, 1930, 2.ª ed. revisada 1944.
- Crítica del libro Numantia: die Keltiberer und ihre Kriege mit Rom (Numancia: los celtiberos y sus guerras con Roma): discurso leído en la solemne apertura de los estudios del año académico de 1921 a 1922. Zaragoza: G. Casañal, 1921.
- Estudios de historia aragonesa: siglos XVI y XVII, Zaragoza, 1916.
- La crónica catalana de Bernardo Boades, Santander, 1931.
- La Península Iberica en la antigüedad, Barcelona: Montaner y Simón, [19--?]
- Don Jaime de Aragón, último conde de Urgel; memoria leída en las sesiones ordinarias celebrados por la real academia de buenas letras los días 11 y 25 de abril de 1899. Barcelona, Hijos de Jaime Jepus, 1899.
- Conferencia científico-económica celebrada en el Ateneo de Madrid... en 1915, a cargo de Andrés Giménez Soler... sobre el tema "Las haciendas locales" después de la ley de supresión de consumos, con un epilogo de Luis González. Zaragoza: Blasco, 1915.
- La Corona de Aragón y Granada: Hist. de las relaciones entre ambos reinos, Barcelona [Dr.:] Casa Prov. de Caridad, 1908.
- De las formas actuales de la Historia. Giménez Soler. Barcelona. Hijos de Jaime Jepús. Impresores, 1899.